# Fallas
Le Fallas (Falles in valenciano) sono delle feste tradizionali che si svolgono ogni anno a Valencia e in diversi paesi della Comunità Valenciana dall’ultima domenica di febbraio al 19 marzo. Vengono chiamate anche festes de Sant Josep in valenciano poiché sono celebrate in onore di San Giuseppe, patrono dei falegnami. La loro importanza è tale che sono state dichiarate Patrimonio immateriale dell'umanità dall'UNESCO.

## Descrizione
Le celebrazioni per la festa iniziano l'ultima domenica di febbraio quando la Fallera Mayor (regina della festa, eletta insieme alla Fallera Mayor Infantil, la bambina scelta come reginetta, e alla Cort Fallera), dal balcone del municipio di Valencia, dà il permesso al maestro pirotecnico di cominciare la mascletà.
Le mascletà sono spettacoli nei quali vengono fatte scoppiare numerose file di petardi creando un effetto assordante; ogni giorno si ha una mascletà fino ad arrivare all'ultimo giorno della festa, quando si esibisce l'evento pirotecnico più accreditato. Dal 1 fino al 19 di marzo, ogni giorno alle 2 del pomeriggio nella Plaça de l'Ajuntament si celebra questo eccezionale spettacolo, che richiama una media di cinquemila persone al giorno.
Le Fallas prendono il nome dalle costruzioni artistiche fatte di materiali combustibili, come cartapesta e legno, che rappresentano figure e composizioni di elementi ispirati prevalentemente dalla attualità valenciana soprattutto, ma anche regionale, nazionale ed internazionale. Queste costruzioni, definite come monumenti e chiamate "gnomi", sono delle colossali creature che artisti e scultori locali realizzano durante tutto il corso dell'anno.
Il costo economico di questi monumenti viene sostenuto da apposite organizzazioni di quartiere, denominate anch'esse falla, e gestiti da una cosiddetta Commissione Fallera. Ogni anno vengono premiate quelle che riescono a emergere per la spettacolarità, per le dimensioni o per i temi trattati. Ogni falla è tenuta a costruire due opere, la falla major e la falla infantil. Entrambe partecipano ad un distinto concorso. Inoltre, una parte della falla viene inviata alla cosiddetta Esposiciò del Ninot. Anche tra i ninot esiste una competizione, giudicata però dal pubblico di visitatori dell'esposizione che, al termine della propria visita, possono votare l'opera preferita.
Il culmine della festa si ha nelle notti del 18 e 19 marzo. La notte del 18, denominata La nit del foc rappresenta l'apice della passione dei valenciani per gli spettacoli pirotecnici. Infatti, per le strade della città è facile imbattersi in persone che lanciano petardi o improvvisano spettacoli pirotecnici. Il tutto ha termine nella spettacolare esibizione pirotecnica che, intorno alla mezzanotte, tiene tutti i valenciani col naso all'insù per circa mezz'ora. La notte del 19 viene denominata Cremà, durante la quale tutte le fallas costruite vengono bruciate in altissimi e bellissimi falò. Viene risparmiato solo il ninot preferito dai visitatori della esposizione, che per questo viene definito "Ninot indultat" e conservato nel Museo Fallero insieme ai ninot indultati degli anni precedenti.
L'aspetto religioso della festa non è affatto secondario. Infatti ogni anno viene reso omaggio alla Virgen de los Desamparados nella piazza ad essa dedicata con una sfilata di donne vestite con i costumi tipici della festa che danno vita alla cosiddetta Ofrenda. Durante questa manifestazione le donne offrono dei fiori alla Vergine che vengono posti su una enorme costruzione in legno fino a creare una composizione floreale che fa da mantello della Madonna. La bellissima opera resta esposta nella Plaza de la Virgen per alcuni giorni fin quando i fiori non cominciano a perdere la loro bellezza.
Questa festa è molto sentita dai valenciani e tra le più famose delle già famose feste della Spagna, tanto da richiamare migliaia di visitatori dalla penisola iberica e non solo.
La festa delle Fallas è gemellata con quella dei Gigli di Nola, che si tiene la prima domenica dopo il 22 di giugno in onore di San Paolino.